# Пертит

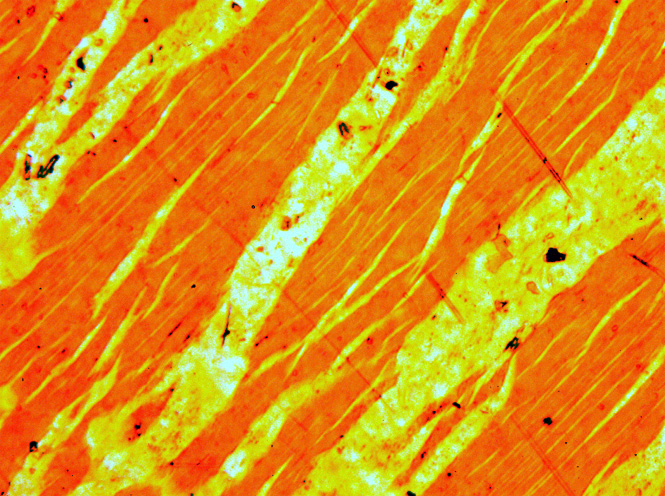
Пертит, зображення, взяте з частини поля з шматками зерна в тонкій частині. Поляризація. Розмір поля становить 0,4 мм

Пертит (рос. пертит, англ. perthite, нім. Perthit m) – закономірні проростання кислого плагіоклазу з каліїстим польовим шпатом. Розрізняють П. розпаду (K-Na польового шпату) і П. заміщення (як результат їх альбітизації). Форма вростків – ниткоподібна, плівкова, прожилкова, плямиста. Плагіоклаз з включеннями ортоклазу називають антипертитом, пертит з включеннями (“веретенцями”) альбіту в мікрокліні – мікроклін-пертитом, при розмірі вростків 5–100 нм – мікропертитом, при менших вростках – криптопертитом. П. поширені в глибинних вивержених породах – гранітах, сієнітах і ін., а також в гранітних пегматитах. Пертитова будова ювелірного різновиду калієвого польового шпату, – місячного каменя, – що складається з найтонших паралельних пластинок польових шпатів різного складу і (або) сингоній (моноклінних і триклінних), служить причиною його красивої блакитної іризації. За назвою м. Перт, Канада.